# Нафтогазопромислова геологія
Нафтогазопромислова геологія (рос. нефтегазопромысловая геология, англ. oil and gas field geology, нім. Erdöl- und Gasfördergeologie f) — галузь нафтової геології, яка займається детальним вивченням відкритих покладів, що розробляються з метою максимального вилучення з них нафти і газу. В її завдання входить обґрунтування розробки нафтогазових родовищ, контроль за цим процесом, регулювання розробки для досягнення найбільш повного вилучення вуглеводнів, а також охорони надр і безпеки ведення робіт.
До осн. питань Н.г. відносять: методику розвідки нафтових і газових родовищ, детальне вивчення речовинного складу і типів порід продуктивних відкладів, детальне розчленування і кореляцію геологічних розрізів, визначення фізичних властивостей колекторів, вивчення фізико-хімічних властивостей пластових рідин і газів; вивчення енергетичного стану покладів вуглеводнів, умов залягання нафти і газу, вивчення неоднорідності продуктивних пластів, визначення параметрів покладів, підрахунок запасів нафти і газу, класифікацію запасів вуглеводнів, обґрунтування коефіцієнту вилучення нафти і газу за даними розвідувальних робіт і розробки родовищ, охорону надр і довкілля, організацію геологічного обслуговування розробки нафтових і газових родовищ.